# Jaime Hilario
San Jaime Hilario, nacido Manuel Barbal i Cosán, (Enviny, Pallars Sobirá, 2 de enero de 1898 - Tarragona, 18 de enero de 1937) fue un religioso y profesor, miembro de los Hermanos de las Escuelas Cristianas. Fusilado por su condición de religioso, junto con otros compañeros durante la guerra civil española, fue beatificado y canonizado por Juan Pablo II junto a los mártires de Turón, siendo venerado como santo mártir por la Iglesia católica. Su festividad es el 18 de enero.

## Biografía
Nació en Enviny, pequeño pueblo del Pirineo, en el seno de una familia muy cristiana. Trabajó en el campo y, hacia los trece años, ingresó en el Seminario Menor de Seo de Urgel, pero lo tuvo que dejar por sufrir una grave enfermedad auditiva.
En 1917 ingresó en el noviciado de los Hermanos de las Escuelas Cristianas, empezando a estudiar. El 24 de febrero del mismo año, en Irún, tomó con el hábito religioso cogiendo el nombre de hermano Jaime Hilario. Se dedicó a la enseñanza y la catequesis, en Mollerusa, en Pibrac (cerca de Toulouse, Francia), en Calaf, etc. Se hizo patente su capacidad literaria y colaboró en revistas en la difusión de los valores cristianos. A partir de este momento su sordera le impidió continuar su tarea educativa.
Se tuvo que trasladar a Cambrils para ocuparse de las tareas del campo y entonces estalló la Guerra civil española, en 1936. La persecución de los religiosos le obligó a refugiarse en casa de unos conocidos de Mollerusa, pero fue encontrado y detenido en la prisión de Lérida, siendo enviada después a Tarragona, al barco prisión "Mahón", junto con otros religiosos.
El 15 de enero de 1937 fue juzgado, junto con otros. Aunque podría haber escapado, diciendo que era el jardinero del colegio, no quiso esconder su condición de hermano lasaliano; aunque el abogado pidió el indulto, se le negó, siendo el único condenado de los 25 juzgados aquel día. El 18 de enero, por la tarde, fue fusilado en el cementerio de la Oliva, en Tarragona. Murió diciendo "Morir para Cristo es vivir, amigos míos".
Fue beatificado el 29 de abril de 1990 y canonizado el 21 de noviembre de 1999 por Juan Pablo II, junto con otros hermanos de la congregación muertos a Turón (Asturias) .